# Remains (Bella Morte)
Remains è un album in studio del gruppo musicale statunitense Bella Morte, pubblicato nel 1997.

## Tracce
1. One Winter's Night
2. Remorse
3. As Heaven Sang
4. Evensong
5. Angels & Faith
6. Funeral Night
7. As We Descend
8. Nevere
9. Remains
10. Silver Crosses
11. Stygian Shores